# Drom

Drom este o comună în departamentul Ain din estul Franței.